# حجرات أمهات المؤمنين
حجرات امهات المؤمنين هي مساكن زوجات رسول الله، في المدينة المنورة، ويبلغ عددها تسع حجرات، وبدأ صلى الله عليه وسلم في بناءها فور الانتهاء من بناء المسجد النبوي بالمدينة المنورة وذلك في الشهر السابع بعد الهجرة.

## تاريخ بناء الحجرات
كان يسكن النبي محمد قبل بناءه للحجرات في بيت الصحابي الجليل أبي أيوب الأنصاري، ولقد بلغ عددها تسع حجرات، لم يبنها صلى الله عليه وسلم دفعة واحدة، وانما بدأ ببناء حجرة السيدة سودة بنت زمعة ثم في السنة الثانية من الهجرة بنى حجرة للسيدة عائشة، ثم توالي بناء الحجرات كلما أحدث رسول الله صلي الله عليه وسلم زوجة حتى تكامل عددها تسعًا، وكانت تقع بالجهة الشرقية لمسجده الشريف، أي على يمين المصلي، وما بينها وبين منبره الشريف تقع الروضة الشريفة، ومسكن كل من أمهات المؤمنين، أي حجرتها تتكون من غرفة (لا يزيد ارتفاع سقفها عن خمسة أذرع، أي مترين ونصف) وصفة(أي برندة- ظلة) وفناء به منافع كمكان للطبخ ومرحاض، ويحيط بالفناء سور، بعضه من اللبن (طوب الطين) والبعض الآخر من جريد النخل، ولقد ظلت هذه الحجرات محافظًا عليها، حتى أزالها عمر بن عبد العزيز (والي المدينة) بأمر من الخليفة الأموي الوليد بن عبد الملك لتوسعة المسجد، ولقد عارض كثير من أبناء الصحابة وأكابر التابعين إزالتها، حتى يرى المسلمون ما اكتفي به رسول الله صلي الله عليه وسلم من الدنيا.
لم يتم المحافظة إلا على حجرة السيدة عائشة، لأن رسول الله دفن فيها وكذلك صاحباه أبو بكر الصديق وعمر بن الخطاب، ولما أُدخلت في المسجد، بنى حولها عمر بن عبد العزيز، جدارا مخمس الأضلاع، حتى لا يستطيع أحد اتخاذها قبلة، وهذا الجدار لا باب له، وهو موجود حتى الآن ويكسى بكسوة خضراء شبيهة بالتي تكسى سنويا للكعبة المشرفة، يحيط بهذا الجدار اليوم الشبك الحديد الأخضر اللون الذي يشاهده من يزور الروضة الشريفة. كانت هذه الحجرات افقا مكانيا مباركا شهد كثير من الأحداث النبوية، ويكفي أنه سميت سورة من القرآن الكريم بها.

## معنى حجرة
مما يجدر ذكره ان مفهوم كلمة الحجرة ومعناها اللغوى، يختلف عن مفهومنا وتصورنا اليوم، فالحجرة عند العرب هي ما احتجرته من أرض، أي قمت بتسويره، والبيت هو مكان المبيت ليلا، وعلي هذا فالحجرة أكبر من البيت والبيت أكبر من المخدع، ومن هنا ندرك قوله تعالي «إن الذين ينادونك من وراء الحجرات» ولم يقل من وراء البيوت، وكذلك يصحح المفهوم الذي يتصور ان مساكن رسول كانت ضيقة وان أبوابها كانت تفتح علي المسجد، والصحيح ان أبواب فنائها كانت شارعة قصاد الجهة الشرقية للمسجد الشريف.